# Плужников, Игорь Александрович
Игорь Александрович Плужников (укр. Ігор Олександрович Плужников, также используется укр. Плужніков; 9 сентября 1958, Александрия, Кировоградская область, Украинская ССР, СССР — 22 июня 2005, Ганновер, Германия) — украинский предприниматель, политик и государственный деятель.
В 1980—1990 годах занимал ряд руководящих постов на частных предприятиях. В конце 1990-х — начале 2000-х годов входил в советы при «Ощадбанке» и Нацбанке Украины. Являлся основателем и владельцем 71 % акций украинского общенационального телеканала «Интер». Кандидат экономических наук (2003). Заслуженный экономист Украины (2003).
Дважды избирался народным депутатом Верховной Рады Украины XIV (III) (1998—2002) и IV созывов (2002—2005), где был членом фракции Социал-демократической партии Украины (объединенной), был одним из руководителей этой политсилы. Во время своей первой депутатской каденции был членом комитета по вопросам бюджета, а во время второй — комитета по делам пенсионеров, ветеранов и инвалидов.

## Биография

### Вне Верховной Рады Украины
Игорь Плужников родился 9 сентября 1958 года в Александрии (Кировоградская область, Украинская ССР). С 1975 по 1976 год был лаборантом военной кафедры в Черновицком государственном университете, после чего до 1978 года служил в рядах Советской армии. После службы в армии работал на различных предприятиях в Черновцах: в 1979—1980 годах был грузчиком на «Электронмаше» и работником 2-го разряда столярного цеха объединения молочной промышленности, затем до 1982 года был столяром-плотником 4-го разряда на мебельном комбинате, а затем с 1982 года маляром в газовом хозяйстве «Черновецгаз», с 1983 по 1987 год был художником-исполнителем на производственно-рекламном комбинате.
В 1987 году Плужников возглавил художественно-производственный кооператив «АРС». До 1988 года оставался главой этого кооператива, а затем до 1993 года был генеральным директором межотраслевого производственно-кооперативного объединения «Буковина», в тот же период являлся членом исполнительного комитета Черновицкого городского совета народных депутатов. Затем продолжил свою деятельность работая в Киеве: с 1993 года был руководителем представительства корпорации «Балчуг» по Украине, с 1994 — главой Фонда делового сотрудничества «Украина», а с 1996 по апрель 1998 года занимал должность президента Ассоциации экономического сотрудничества и развития «Деловой мир».
Высшее образование получил в 1993 году, окончив Донецкий государственный университет по специальности «Финансы и кредит». В 2003 году в Украинской академии банковского дела Игорь Александрович защитил диссертацию на соискание учёной степени кандидата экономических наук по теме «Механизм формирования бюджетной политики в Украине».
В марте 1999 года Плужников вошёл в наблюдательный совет «Ощадбанка», а уже в октябре того же года возглавил этот наблюдательный совет. Занимал указанную должность до июня 2002 года, когда стал 1-м заместителем главы этого же наблюдательного совета. Помимо того, с сентября 1998 года был членом Координационного совета по вопросам внутренней политики и с 18 мая 2000 года членом Совета Национального банка Украины.
Также занимался партийной работой. В январе 1996 года стал членом Социал-демократической партии Украины (объединённой), а уже через три месяца, в апреле, стал членом правления (с 1998 года — политбюро) партии. В том же году стал членом центрального совета СДПУ(о), а 1998 года Политсовета этой же партии. Был заместителем главы СДПУ(о).

### В Верховной Раде Украины

#### XIV (III) созыв
На парламентских выборах 29 марта 1998 года Плужников баллотировался по многомандатному общегосударственному избирательному округу от СДПУ(о), в списках которой занимал 6-ю строчку. По итогам выборов политсила Плужникова набрала 1 066 113 голосов избирателей, что составляло 4,01 % от общего числа голосов. Таким образом СДПУ(о) преодолела четырёхпроцентный барьер для прохода и на пропорциональной основе смогла получить 14 мандатов (по партийным спискам) в Верховной Раде Украины XIV (III) созыва.
Игорь Александрович вступил в должность народного депутата Украины 12 мая 1998 года, и оставался им вплоть до истечения полномочий Верховной Рады Украины III созыва 14 мая 2002 года. Он состоял во фракции Социал-демократической партии Украины (объединенной), также был членом комитета Верховной Рады Украины по вопросам бюджета.
За время каденции в Верховной Раде Украины III созыва стал автором/соавтором шести проектов Законов или Постановлений:
- № 3270/П1 от 21 июня 2000 года проект Постановления «О Бюджетном кодексе Украины» (укр. проект Постанови про проект Бюджетного кодексу України)[6];
- № 5812-14П от 29 сентября 2000 года проект Постановления "О проекте Закона Украины «О внесении изменений к Закону Украины „О Государственном бюджете Украины на 2000 год“»" (укр. проект Постанови про проект Закону України "Про внесення змін до Закону України "Про Державний бюджет України на 2000 рік")[7];
- № 5818-15П от 29 сентября 2000 года проект Постановления "О проекте Закона Украины «О внесении изменений в 58 статью Закона Украины „О Государственном бюджете Украины на 2000 год“»" (укр. Проект Постанови про проект Закону України "Про внесення зміни до статті 58 Закону України "Про Державний бюджет України на 2000 рік")[8];
- № 5453-д от 15 сентября 2000 года проект Постановления «Об отчете про исполнение Государственного бюджета Украины за 1999 год» (укр. проект Постанови про звіт про виконання Державного бюджету України за 1999 рік)[9];
- № 7044 от 7 февраля 2001 года проект Закона «О внесении изменений в статью 74 Закона Украины „О Государственном бюджете Украины на 2001 год“» (укр. Проект Закону про внесення змін до статті 74 Закону України "Про Державний бюджет України на 2001 рік")[10];
- № 7317 от 21 мая 2001 года проект Закона «О внесении изменений в Закон Украины „О сборе на обязательное государственное пенсионное страхование“» (укр. проект Закону про внесення змін до Закону України "Про збір на обов'язкове державне пенсійне страхування")[11].

Из всех предложенных Плужниковым проектов Законов и Постановлений, Верховная Рада Украины приняла лишь два Постановления — "О проекте Закона Украины «О внесении изменений в 58 статью Закона Украины „О Государственном бюджете Украины на 2000 год“»" и «Об отчете про исполнение Государственного бюджета Украины за 1999 год».
Также Игорем Александровичем было инициировано 16 правок (3 учтены полностью, 11 частично и 2 отклонены) к одному Предложению Президента и двум проектам Законов:
- одна правка (учтена частично) к проекту Закона «О Государственном бюджете Украины на 1999 год» (укр. Проект Закону про Державний бюджет України на 1999 рік), рассмотрена во время первого чтения проекта Закона — 1 декабря 1998 года;
- семь правок (две полностью учтены, пять — частично) к Предложению Президента к Закону «О внесении изменений и дополнений к Закону Украины „Об авторском праве и смежных правах“» (укр. Пропозиції Президента до Закону "Про внесення змін і доповнень до Закону України "Про авторське право і суміжні права"), которые были рассмотрены во время второго чтения Предложения — 12 октября 2000 года;
- восемь правок (одна учтена полностью, пять — частично, две — отклонены) к проекту Закона «О Государственном бюджете Украины на 2002 год» (укр. Проект Закону про Державний бюджет України на 2002 рік), рассмотрены во время первого чтения проекта Закона — 11 октября 2001 года.

#### IV созыв
На парламентских выборах 31 марта 2002 года Игорь Александрович, также как и в предыдущий раз баллотировался по многомандатному общегосударственному избирательному округу от СДПУ(о), в списках которой опустился на 12-ю позицию. По итогам выборов СДПУ(о) набрала 1 626 721 голосов избирателей, что составляло 6,27 % от общего числа голосов. Таким образом СДПУ(о) вновь преодолела четырёхпроцентный барьер для прохода и на пропорциональной основе смогла получить 19 депутатских мест (по партийным спискам) в Верховной Раде Украины IV созыва.
Каденция Плужникова как Народного депутата Верховной рады Украины IV созыва началась 14 мая 2002 года. На второй день каденции, 15 мая Игорь Плужников вошёл в состав фракции Социал-демократической партии Украины (объединенной). Был членом комитета Верховной Рады Украины по делам пенсионеров, ветеранов и инвалидов — с 11 июня 2002 года. 4 июля вошёл в состав Временной следственной комиссии ВРУ для определения причин, приведших к кризисному финансовому положению Акционерного коммерческого агропромышленного банка «Украина», и проверки законности при осуществлении его ликвидации. На всех этих должностях Игорь Александрович Плужников находился вплоть до своей смерти 22 июня 2005 года. Также был членом двух групп по межпарламентским связям с Объединенными Арабскими Эмиратами и Аргентинской Республикой
За период работы в Верховной Раде Украины IV созыва Игорь Александрович стал автором/соавтором пяти проектов Законов или Постановлений:
- № 1014-3 от 15 мая 2002 года проект Постановления «Об избрании Главы Верховной Рады Украины, Первого заместителя Главы Верховной Рады Украины и заместителя Главы Верховной Рады Украины»(укр. проект Постанови про обрання Голови Верховної Ради України, Першого заступника Голови Верховної Ради України та заступника Голови Верховної Ради України)[16];
- № 1150 от 4 июня 2002 года проект Постановления «Об избрании глав и первых заместителей комитетов Верховной Рады Украины четвёртого созыва, создания специальной контрольной комиссии по вопросам приватизации и избрания главы комиссии и его первого заместителя»(укр. проект Постанови про обрання голів і перших заступників голів комітетів Верховної Ради України четвертого скликання, створення спеціальної контрольної комісії з питань приватизації та обрання голови комісії та її першого заступника)[17];
- № 3618 от 6 июня 2003 год проект Закона «О внесении изменений и дополнений к Бюджетному кодексу Украины относительно определения приоритетов бюджетной политики»(укр. проект Закону про внесення змін та доповнень до Бюджетного кодексу України щодо визначення пріоритетів бюджетної політики)[18];
- № 3619 от 10 июня 2003 года проект Закона «О Концепции приоритетов государственной бюджетной политики на 2004—2010 годы»(укр. проект Закону про Концепцію пріоритетів державної бюджетної політики на 2004-2010 роки)[19];
- № 6170 от 9 марта 2005 года проект Социального кодекса Украины (укр. проект Соціального кодексу України)[20].

Однако ни один из предложенных Игорем Плужниковым проектов Законов и Постановлений не был утверждён Верховной Радой Украины.
Плужников инициировал две правки (одна — учтена частично, одна — отклонена), обе к проекту Закона «О Государственном бюджете Украины на 2003 год» (укр. Проект Закону про Державний бюджет України на 2003 рік), рассмотрена во время первого чтения проекта Закона — 10 октября 2002 года.
5 июля 2005 года председатель Верховной рады Украины Владимир Литвин подписал постановление Верховной рады Украины № 2728-IV «О досрочном прекращении полномочий народного депутата Украины Плужникова И. А.» (укр. Про дострокове припинення повноважень народного депутата України Плужникова І.О.).

### Смерть
В начале июня 2005 года Игорь Александрович отправился на отдых в Карловы Вары (Чехия). Однако вскоре Плужников заболел и в тяжёлом состоянии был доставлен в Киев, где ему был поставлен диагноз «токсический гепатит». Спустя несколько дней Плужников, который к тому моменту находился в бессознательном состоянии, был перевезён в Ганновер (Германия). В период, когда Игорь Плужников находился на лечении, с 14 по 22 июня его карточка принимала участие в голосованиях 91 раз.
Игорь Александрович скончался в среду 22 июня 2005 года в Ганновере. По словам его коллеги и однопартийца Игоря Шурмы, Плужников умер утром в одной из заграничных клиник. При этом депутатская карточка Плужникова продолжала участвовать в голосованиях на протяжении ещё нескольких часов после смерти её владельца.
Свои соболезнования по поводу смерти Игоря Плужникова выразили Президент Украины Виктор Ющенко и премьер-министр Украины Юлия Тимошенко.
Церемония прощания с Игорем Плужниковым проходила 25 июня с 11:00 до 13:00 в здании Клуба Кабинета министров Украины. Был похоронен в тот же день в 14:00 на 49-м участке Байкового кладбища Киева.

## Награды
Указом Президента Украины Леонида Кучмы № 1150/98 от 20 октября 1998 года «за высокий личный вклад в развитие национального телевидения, высокий профессионализм» Игорь Александрович был награждён орденом «За заслуги» III степени, а другим Указом Президента Украины № 1005/2003 от 9 сентября 2003 года, Плужникову «за весомый личный вклад в государственное строительство, активную законодательную деятельность по вопросам экономической политики» было присвоено почётное звание «Заслуженный экономист Украины». По некоторым данным, также был удостоен ордена «За заслуги» II степени.

## Личная жизнь и активы
Был женат на Светлане Николаевне (род. 1960), имел дочь Елену (род. 1983). Журналист Дмитрий Гордон охарактеризовал Игоря Плужникова как человека, «любившего выпить» и имеющего президентские амбиции. По мнению Гордона, именно пристрастие к алкоголю и послужило причиной смерти депутата.
В 1996 году Игорем Плужниковым был основан телеканал «Интер». К моменту своей смерти Плужников владел 71 % акций телеканала. После смерти Игоря Александровича акции были унаследованы его женой Светланой Плужниковой, которая вскоре продала 61 % акций, и осталась владелицей 10 % акций телеканала. По неофициальным данным незадолго до своей смерти, 19 апреля, Плужников сам продал 61 % акций канала. Это совпадение казалось странным ряду украинских политиков и журналистов.